# Rebecca Riots

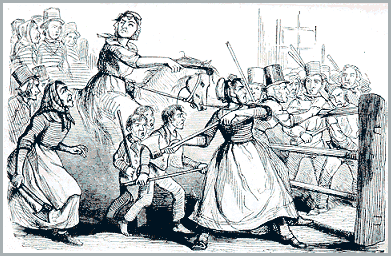
Darstellung eines Angriffs während der Rebecca Riots in den Illustrated London News, 1843

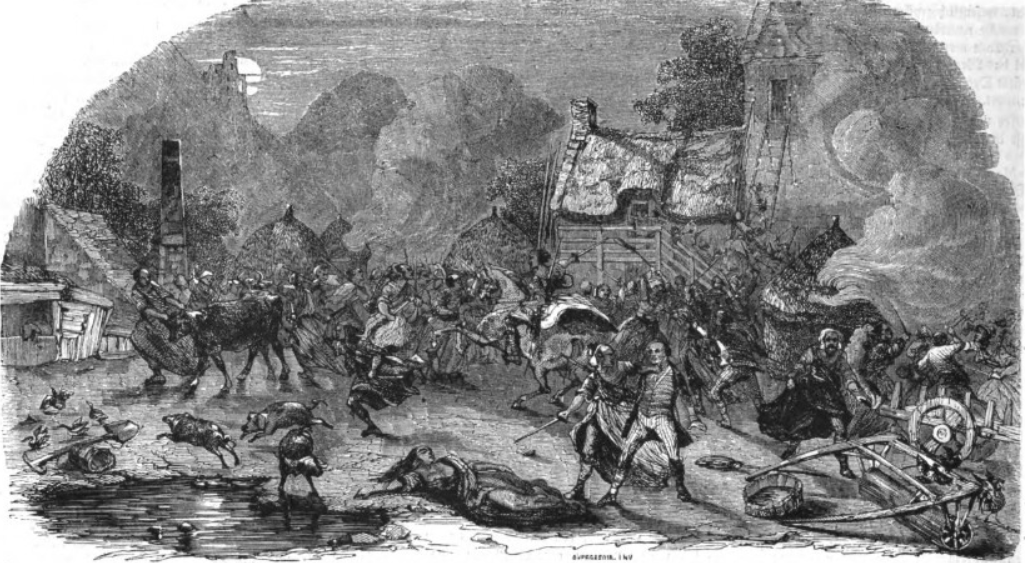
Plünderung und Verbrennung eines Bauernhauses in Wales durch die Rebekkaiten, Darstellung in der Illustrirten Zeitung 1843

Rebecca Riots ist die Bezeichnung für eine Reihe von Unruhen, die zwischen 1839 und 1844 in Südwestwales stattfanden.

## Ursachen
Verursacht durch den sozialen Wandel während der industriellen Revolution lebten gegen Ende der 1830er Jahre weite Teile der Landbevölkerung von Südwestwales in großer Armut. Die wirtschaftliche Situation der Landbevölkerung wurde zwischen 1837 und 1841 durch mehrere Missernten weiter verschärft. Im Gegenzug kamen für die Landwirte weitere Belastungen wie höhere Pachten und Steuern hinzu. Durch den verstärkten Transportverkehr wurden die ohnehin nur schlecht ausgebauten Straßen der Region stärker beansprucht. Da die für die Instandhaltung verantwortlichen verarmten Gemeinden die Mittel für den Straßenunterhalt nicht aufbringen konnten, erlaubte ein 1835 verabschiedetes Gesetz die Einrichtung von privat betriebenen Mautstellen, deren Betreiber dann für den Unterhalt der Straßen verantwortlich waren. Die Mautbetreiber, die teils der lokalen Gentry angehörten, waren jedoch hauptsächlich auf einen möglichst hohen Gewinn bedacht und kamen der Instandhaltung der Straßen nicht immer nach, sodass es in der Bevölkerung zu einem Unmut über missbräuchliche und zu hohe Mautgebühren kam. Weitere Proteste richteten sich gegen den Zehnten, den die Kleinbauern an die anglikanische Kirche entrichten mussten, auch wenn sie selbst einer Freikirche angehörten, und gegen das neue Armengesetz von 1834, das anstatt der direkten Unterstützung von verarmten Familien die Einrichtung von Arbeitshäusern vorsah.
Die Aufrührer waren meist in wirtschaftliche Not geratene Kleinbauern, die durch Arbeiter aus den Kohlegruben und von den Metallwerken in Südwales Unterstützung erhielten. Im Vergleich zur zeitgleichen Chartistenbewegung, die auch in den industrialisierten Regionen von Südwales viele Anhänger hatte, hatten die Rebecca Riots keine wirklichen politischen Forderungen, sondern ihre Ziele beschränkten sich hauptsächlich auf die Beseitigung von unmittelbaren wirtschaftlichen Problemen. Räumlich beschränkten sich die Unruhen fast ausnahmslos auf die ländlichen, nur wenig industrialisierten Counties Carmarthenshire, Pembrokeshire und Cardiganshire.

## Beginn der Revolte

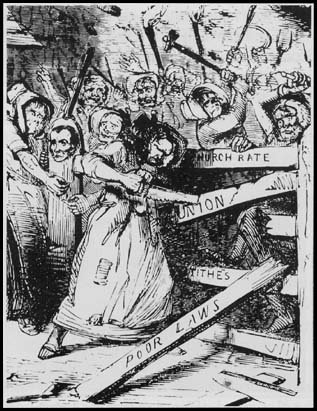
Karikatur des Punch zu den Rebecca Riots

Am 13. Mai 1839 kam es in Pembrokeshire zu einem ersten Angriff der Daughters of Rebecca, als eine Gruppe von als Frauen verkleidete Männer die Mautschranke und das dazugehörende Gebäude von Efail Wen bei Narberth zerstörten. Nachdem die Mautstelle erneut errichtet worden war, kam es zu einer öffentlichen Diskussion über ihre Notwendigkeit. Der Besitzer der Mautstelle, Thomas Bullin, baute daraufhin die Mautschranke ab. Daneben kam es bereits zu einem Angriff auf das Armenhaus von Narberth und das Arbeitshaus in Caermarthen.

## Erneuter Ausbruch der Revolte
Durch eine weitere Verschärfung der Wirtschaftskrise kam es drei Jahre später zu erneuten Ausschreitungen. Im November 1842 wurde bei St Clear's wieder eine Mautschranke zerstört. Dies war der Beginn einer Serie von Überfällen, die im Sommer 1843 ihren Höhepunkt erreichte. Bis Ende 1843 wurden über 250 Mautschranken in Westwales zerstört. Waren zu Beginn des Aufstands die Mautschranken als sichtbares Symbol der wirtschaftlichen Unterdrückung das Ziel der Angriffe gewesen, richteten sich später weitere Angriffe gegen Grundbesitzer, die hohe Pachten erhoben sowie gegen unbeliebte Verwalter und Beamte. Auch Arbeitshäuser wurden zum Ziel der Angriffe. Die Angriffe fanden in der Regel nachts durch maskierte Männer in Frauenkleidern statt. Der Name der Bewegung bezieht sich auf die biblische Rebekka, der vorausgesagt worden war, dass ihre Nachkommen das Tor ihrer Feinde in Besitz nehmen würden (Gen 24,60 ). Der Anführer einer Rebellentruppe wurde Rebecca genannt, während seine Unterstützer als seine Töchter bezeichnet wurden.

## Ende der Revolte
Die Behörden, vor allem George Rice-Trevor, der Vice Lieutenant von Carmarthenshire, forderten eine gewaltsame Unterdrückung der Unruhen. Die Behörden stellten zur Niederschlagung der Unruhen im Sommer 1843 eine fast 2000 Mann starke Streitmacht auf, die aus regulären Truppen, der Miliz und einer Abteilung der London Metropolitan Police bestand. Die Truppen blieben fast ein Jahr in Wales, doch die regulären Truppen und die Polizei waren gegen die Guerilla-Taktiken der Aufrührer machtlos und konnten keinen einzigen Aufrührer bei der Tat gefangen nehmen. Am 2. Oktober 1843 wurde deshalb eine königliche Proklamation erlassen, die hohe Belohnungen für Hinweise versprach, die zur Ergreifung von Aufrührern führten. Die Belohnungen, verbunden mit einer Amnestie für Denunzianten, brachten zahlreiche Hinweise, die zu zahlreichen Verhaftungen und gegen Ende des Jahres 1843 zum Zusammenbruch der Revolte führten.
Aufgrund der großen Popularität der gefangenen Aufrührer bei der Bevölkerung der ländlichen Regionen fanden viele Gerichtsverhandlungen nicht vor lokalen Gerichten, sondern im weiter entfernten Cardiff statt. Zahlreiche Aufrührer wurden nur zu geringen Strafen verurteilt, doch insgesamt dreizehn Aufrührer, darunter fünf der Anführer, wurden nach Australien deportiert und kehrten nie nach Wales zurück.

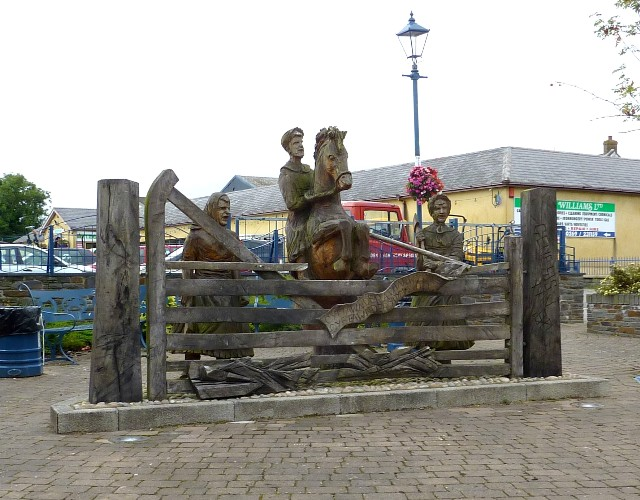
Rebecca und ihre Töchter, hölzerne Skulptur in St Clears

## Folgen
Der Armeeoberst James Frederick Love, ein Veteran der napoleonischen Kriege, der bereits zur Niederschlagung mehrerer Aufstände in Großbritannien eingesetzt worden war, erkannte während seiner Einsätze in Wales, dass viele der Mautschranken tatsächlich missbräuchlich betrieben wurden und empfahl eine genaue Untersuchung durch die Behörden. Das Home Secretary sandte daraufhin zwei Untersuchungsbeamte nach Wales, deren Bericht zusammen mit der mit den Aufständischen sympathisierenden Berichterstattung in der Times 1844 zu einem neuen, verbesserten Mautgesetz führte.
Die Rebecca Riots und die Chartistenaufstände führte zur Schaffung einer eigenen Polizeitruppe für Carmarthenshire, die jedoch nicht mehr gegen die Rebecca Riots zum Einsatz kam.
Der Name Rebecca gilt in Südwales bis heute als Synonym für eine gerechte Rebellion und wurde noch gegen Ende des 20. Jahrhunderts für bäuerliche Proteste in Mittelwales verwendet.